# Battaglia di Digione
La battaglia di Digione fu combattuta nel contesto della guerra franco-prussiana e in essa truppe repubblicane francesi e forze prussiane si contesero il dominio della città.

## Prima battaglia di Digione
La guerra, iniziata il 19 luglio con la dichiarazione di guerra francese, conobbe una rapida successione di sconfitte delle truppe del secondo impero da parte del Regno di Prussia: l'evacuazione del nord dell'Alsazia (sconfitte francesi di Wissembourg e Froeschwiller), i rovesci sotto Metz (battaglia di Gravelotte e Mars-la-Tour), la disfatta dell'imperatore Napoleone III alla battaglia di Sedan, la sua capitolazione (2 settembre). Le armate germaniche invasero tutto l'est della Francia e si aprirono la strada per Parigi. La repubblica venne proclamata il 4 settembre ed il governo provvisorio decise, sotto l'impulso di Léon Gambetta incaricato della difesa nazionale, la prosecuzione della guerra.
Dall'inizio dell'assedio di Parigi (19 settembre 1870 - 20 gennaio 1871) la strategia francese si concentrò su azioni di alleggerimento della pressione esercitata dalle truppe prussiane stanziate nell'est del Paese, sulla capitale. Il 28 settembre intanto giungeva la capitolazione di Strasburgo e il 23 ottobre quella di Metz, che comportò la resa dell'intera armata del Reno.
Le truppe sopravvissute, unite alle forze frutto della mobilitazione di massa decisa dal governo neorepubblicano (tutte scarsamente equipaggiate e addestrate), si impegnarono in una guerra "partigiana" per la difesa della nazione e la guerra giunse ad assumere i connotati di una "lotta di popolo". Si ricorse a un più massiccio uso dei "franchi tiratori", corpi di volontari di entità variabile, che avrebbero costituito, insieme ai garibaldini italiani, il nerbo dell'esercito di Garibaldi, di lì a pochi mesi. Il loro coordinamento con le residue truppe regolari, come di prassi, risultò tutt'altro che agevole e dall'11 settembre il governo cercò di integrarli nelle file dei regolari, con alterne fortune.
La battaglia di fine ottobre è espressiva delle difficoltà di implementare tale strategia e della profonda disorganizzazione delle forze armate francesi. Dopo la capitolazione di Sedan e mentre assediavano Parigi, i prussiani consolidarono le conquiste ad est. Il 17 ottobre le truppe del generale Werder occuparono Luxeuil-les-Bains e Vesoul, mentre il 26 Gray. Il 27, avanzarono su Digione. Le truppe del generale francese Fauconnet, si videro costrette a rinunciare alla difesa della città, ripiegando su Beaune. Il 29 il prefetto ed il sindaco della città, sotto la pressione della popolazione reclamarono il ritorno delle truppe. Nel frattempo i volontari locali ingaggiavano combattimenti con due brigate del Granducato di Baden, l'avanguardia dell'esercito prussiano. I combattimenti continuarono per tutto il giorno successivo sulle alture di Montmusard e nella periferia orientale della città. In mancanza di appoggio da parte delle truppe da Beaune, la città venne occupata il 31 ottobre.

## Seconda battaglia di Digione

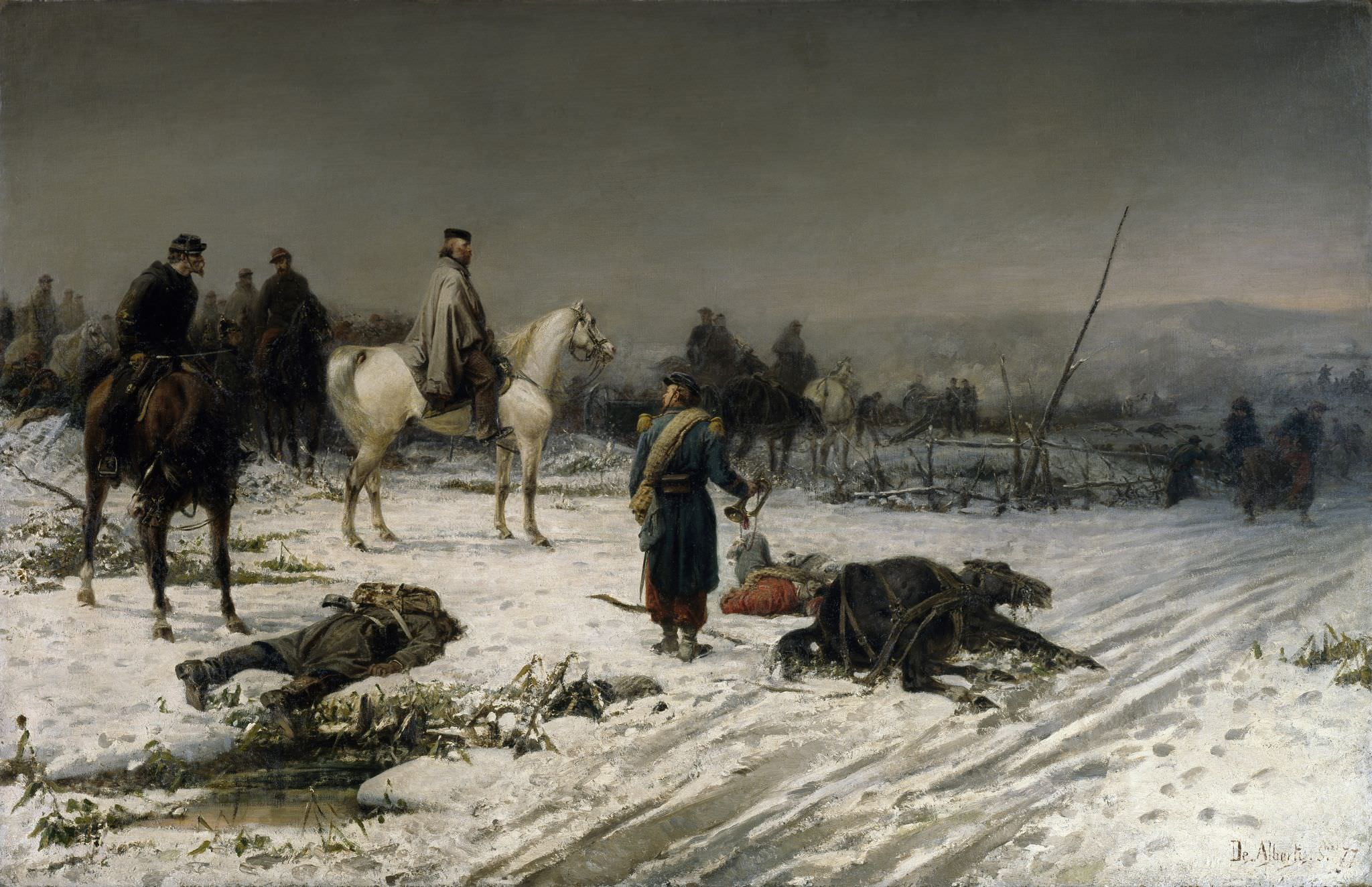
Garibaldi a Digione

Nel frattempo Giuseppe Garibaldi giunse a Marsiglia il 7 ottobre, per portare il proprio soccorso alla Repubblica che aveva sostituito il potere assoluto di Napoleone III, i cui eserciti avevano battuto Garibaldi a Roma nel 1849 ed alla battaglia di Mentana nel 1867. Da metà ottobre il generale venne incaricato dal governo provvisorio del compito di organizzare un esercito nell'est della Francia (è a Dôle il 13 ottobre, dove fissò il quartier generale).  Si trattava di una missione simile a quella condotta fra i laghi lombardi nel 1848 e nel 1859 ed alle operazioni in Trentino del 1866: agire in una zona di operazioni secondaria ma con un non disprezzabile ruolo strategico.
L'armata era composta da guardie nazionali (Alpi marittime e Savoia), corpi franchi (est e sud-est della Francia), volontari stranieri (polacchi, ungheresi, spagnoli, statunitensi e, soprattutto, italiani): inizialmente circa 4000 effettivi.  Lo assistevano i figli Menotti e Ricciotti, il genero Stefano Canzio e Joseph Bordone, un avignonese di origini italiane che aveva seguito Garibaldi nella spedizione nelle due Sicilie e che venne per l'occasione promosso generale e capo di stato maggiore.
A partire dal mese seguente Garibaldi installò il proprio quartier generale ad Autun, ed iniziò ad infastidire l'esercito tedesco, disturbando le linee logistiche da Strasburgo a Parigi, con qualche successo a partire dal vittorioso scontro di Châtillon-sur-Seine (14 novembre), quando Ricciotti Garibaldi fece 167 prigionieri e catturò carriaggi di armi e munizioni e cavalli. Il 26 novembre, attaccato dai prussiani, riuscì a respingerli.
Il 18 dicembre ebbe luogo la battaglia più importante nella piana ai piedi del borgo di Nuits-Saint-Georges, quando i tedeschi agganciarono i volontari che sbarravano loro la strada verso sud. Dopo una giornata di combattimento i corpi franchi batterono in ritirata: circa 1200 furono i prigionieri francesi, 97 gli ufficiali tedeschi caduti, qualche centinaio le perdite complessive. I prussiani finirono i fuggiaschi nelle strade del borgo, salvo i superstiti messi in salvo dalla popolazione, a sua volta rifugiata alla meglio, che li rivestiva in abiti civili. I vincitori saccheggiarono l'ospedale, le botteghe, gli alberghi, e incendiarono e setacciarono la città casa per casa.

## Terza battaglia di Digione

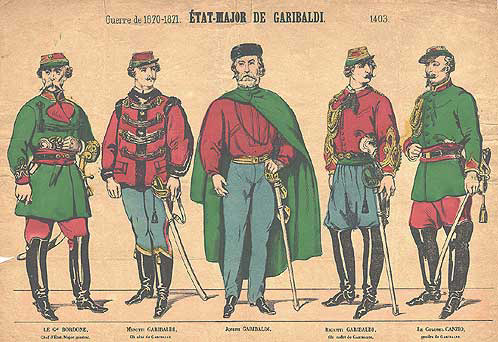
Lo stato maggiore di Garibaldi

Il 14 gennaio Garibaldi si installò in Digione, evacuata dai prussiani il 17 dicembre una volta informati dell'arrivo verso nord di truppe regolari francesi guidate dal generale Charles Denis Bourbaki (già comandante della guardia imperiale di Napoleone III alle sfortunate battaglie dell'armata del Reno).
Bourbaki tentava una ambiziosa operazione per liberare Parigi prendendo a tergo le truppe nemiche, attraverso un vasto movimento strategico da Bourges all'Alsazia passando da Belfort. Questo disperato tentativo seguiva i due precedenti condotti dalla armata della Loira e dall'armata del Nord. Garibaldi condusse allora da Digione una serie di iniziative di accompagnamento dell'offensiva principale.
Nel frattempo la situazione precipitava. L'armata di Parigi falliva i suoi sforzi, mentre la ritirata di Bourbaki verso Besançon venne interrotta dai tedeschi di Edwin von Manteuffel e, dopo il tentativo di suicidio di Bourbaki, sospinta verso la frontiera svizzera a Verrières-de-Joux a fine gennaio, quando gli 84000 francesi ancora in armi dei 150000 partiti, vennero disarmati ed internati nella Confederazione.
A seguito della ritirata dell'armata principale di Bourbaki, Garibaldi ridusse la sua azione alla difesa di Digione e delle “porte di Borgogna”, che impedivano al nemico l'avanzata verso sud. Tra il 21 e il 23 gennaio la città venne attaccata da 4000 prussiani: Garibaldi ne uscì vincitore e ottenne la soddisfazione di catturare le insegne del 61º reggimento di Pomerania. Significativa è la testimonianza del garibaldino Antonio Fratti: "Finalmente la vittoria ci ha arriso. I prussiani, dopo sforzi inauditi, hanno dovuto cedere... Alla fine si è visto da lungi tutta la massa nemica ascendere il monte e pigliare la strada di Parigi... Il Generale non ha potuto fare a meno di ripetere elogi a' suoi garibaldini. Egli e i suoi figli rimasero meravigliati al vedere tanti atti di valore".

## Epilogo
Il governo provvisorio iniziò colloqui per l'armistizio, che venne firmato il 28 gennaio. Da esso rimase escluso il fronte dei Vosgi, probabilmente per consentire ai prussiani di continuare gli scontri con gli uomini di Garibaldi e giungere alla cattura del patriota italiano. Aggredito il 31 gennaio, nella notte spostò, nel miglior ordine che si potesse realizzare, l'esercito nelle zone tutelate dal decreto di interruzione delle ostilità.
Digione rimase occupata dall'esercito tedesco, divenuto imperiale a partire dal 18 gennaio 1871, per circa otto mesi e ricevette la Legion d'onore per la sua resistenza del 30 ottobre 1870, solo trent'anni dopo, nel 1899. Le elezioni per il nuovo governo repubblicano che avrebbe dovuto ratificare i termini del trattato di pace, si svolsero l'8 febbraio e l'Assemblea Nazionale fu riunita a Bordeaux. Tra gli eletti illustri vi furono Victor Hugo, Georges Clemenceau e anche Giuseppe Garibaldi, la cui elezione non fu convalidata.
L'otto marzo 1871, di fronte a un'Assemblea Nazionale piuttosto ostile a Garibaldi, Victor Hugo ne celebrò il valore:
"Di tutte le potenze europee, nessuno si alzò per difendere la Francia che tante volte, avevano preso la causa d'Europa... non un re, non uno stato, nessuno! Tranne un uomo. Dove il potere, come si dice, non è intervenuto, beh, un uomo ha parlato, e questo uomo è un potere. Quest'uomo, signori, cosa aveva egli? La sua spada. [...] Io non voglio male a nessuno in quest'Aula, ma devo dire che è l'unico generale che ha combattuto per la Francia, l'unico che non è stato sconfitto. [...] Io vi soddisferò, signori, allontanandomi da voi. Tre settimane fa, vi siete rifiutati di ascoltare Garibaldi. Oggi vi rifiutate di ascoltare me. Questo è sufficiente. Mi dimetto."